# Jardín Botánico de Niza
El Jardín Botánico de Niza en francés : Jardin botanique de Nice es un jardín botánico de unas 3,5 hectáreas de extensión, situado en la zona alta dominando la ciudad de Niza por el oeste. Nos muestra un rico panorama de plantas mediterráneas. 
Está designado como « Jardin Remarquable» (jardín notable por el Ministère de la Culture et de la Communication.)
El código de identificación del Jardin botanique de Nice como  miembro del "Botanic Gardens Conservation Internacional" (BGCI) es NICE.

## Localización
Se sitúa pues sobre las alturas de Niza, con una gran vista sobre el mar, el macizo del Estérel y la desembocadura del Var. Desde un punto de vista administrativo, forma parte del "Territorio 8: Oeste Litoral". La entrada está bordeada por la "Corniche Fleurie".
Jardin Botanique de la Ville de Nice, 78 avenue de la Corniche Fleurie Nice-Niza F-06200 Département de Alpes-Maritimes, Provence-Alpes-Côte d'Azur, France-Francia.
Planos y vistas satelitales.43°41′6.36″N 7°12′36.36″E / 43.6851000, 7.2101000

## Historia
La creación del jardín es especialmente reciente con relación a la mayoría de los jardines botánicos de Francia y en el mundo. 
En 1979 se inició una colección de plantas por la división botánica del servicio de los Espacios Verdes, dirigida por Gabriel Alziar, para la creación de un jardín botánico en Niza. 
Fue en mayo de 1983 en que tuvieron lugar las primeras plantaciones partiendo de una colección de 100 especies que tenía el "Museo de Historia Natural". 
Abrió al público en 1991, ya que la adaptación del parque está estrechamente vinculada al ritmo de crecimiento de las plantas todas ellas procedentes de semillas. 
Actualmente (2008) numerosas zonas del jardín siguen incrementándose con la adición de nuevas especies, para ofrecer un panorama a la vez variado y estético. 
En remodelación una zona recientemente, acogerá próximamente una colección de plantas del África Septentrional.

## Colecciones

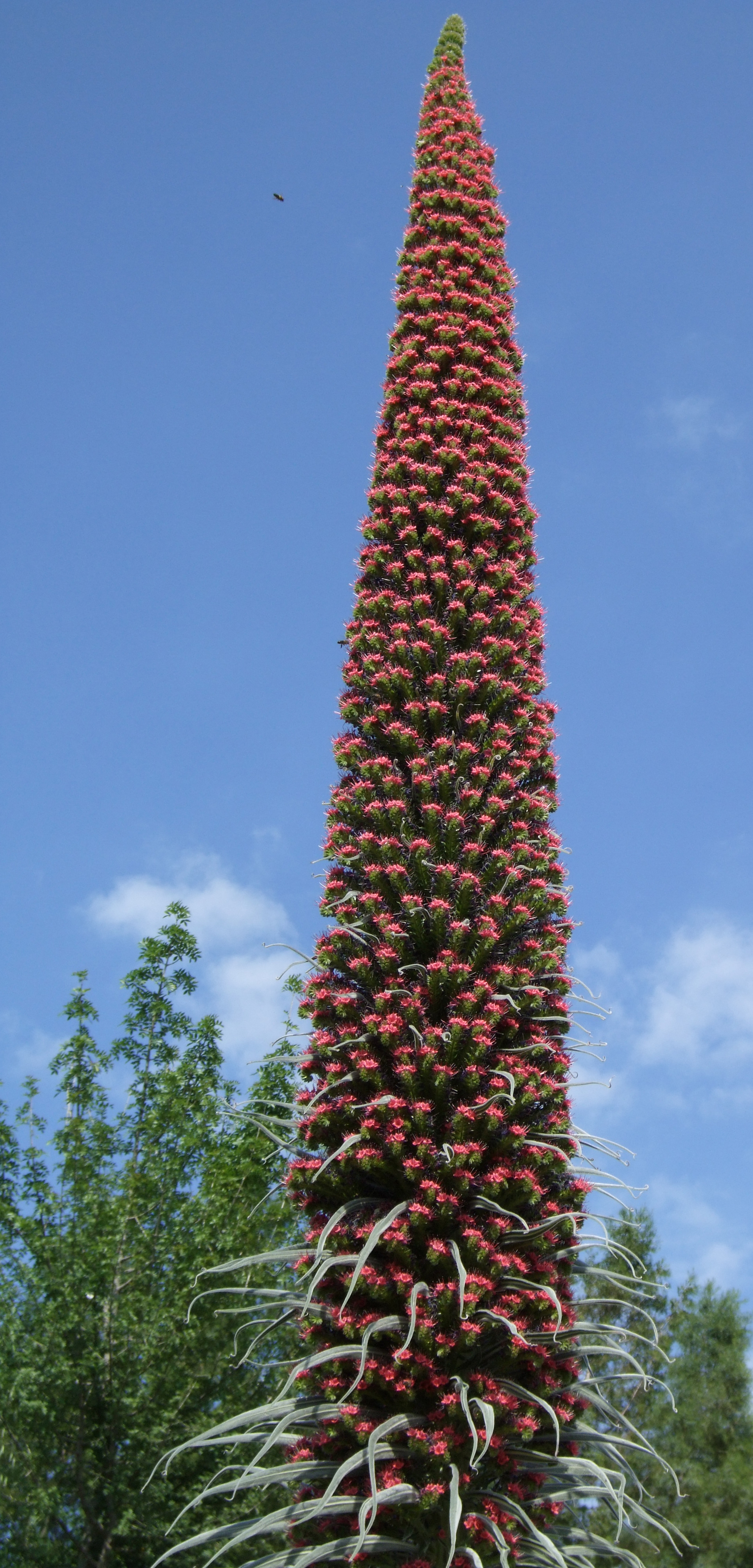
Un Echium wildpretii en el "jardin botanique de la ville de Nice".

El jardín alberga principalmente plantas mediterráneas. Cuenta con más de 3500 especies sobre unas tres hectáreas. 
La flora mediterránea presenta cerca de 15000 especies solamente en la cuenca mediterránea y más de 30000 especies a través del mundo. Las zonas principales son la Macaronesia, Chile, California,  México,  Sudáfrica y  Australia. 
Así de árboles tiene 300 taxones, coníferas, arbustos, plantas herbáceas con 800 taxones, plantas medicinales con 150 subsp. 
Principalmente de las familias Cistaceae, Rhamnaceae, Lamiaceae, con numerosos representantes de los géneros, Genista, Acacia, Salvia, Phlomis, Rosa, Dianthus, Yucca, Iris, Pelargonium, Opuntia, Stipa, Teucrium, Astragalus, Cistus, Viburnum. . 
La colección del jardín botánico, se especializa, en particular, en Agave y Salvia y se beneficia a este respecto del reconocimiento del Conservatorio de colecciones vegetales especializadas (CCVS) por sus colecciones de estos dos géneros de plantas.
El jardín se divide en 8 zonas, a su vez divididas en 40 jardines.  
Unos emparrados soportan una colección de plantas trepadoras de las que sobresale un Jasminum azoricum planta que se encuentra raramente en las islas Azores de donde es originaria, una Semele androgyna en la cual los cladodios le dan un aspecto muy original. 
Las terrazas están acondicionadas para ofrecer un agradable paseo a los visitantes y un biotopo próximo al original de las plantas. 
Una zona etnobotánica reúne plantas aromáticas y medicinales. 
La zona de las montañas mediterráneas francesas presenta las especies locales como la Lavandula latifolia o lavanda de hojas largas, la Calicotome spinosa, el Spartium junceum o esparto de tallos de junco, Euphorbia spinosa o euphorbia espinosa, Aphyllanthes monspeliensis y Salvia lavandulifolia, endémica del sureste de Francia.